# دویانه
دویانه (به صربی: Doljane) یک منطقهٔ مسکونی در صربستان است که در ناحیه راسینا واقع شده‌است. دویانه ۲۶۲ نفر جمعیت دارد.